# Harf al-Musajtira
Harf al-Musajtira (arab. حرف المسيترة) – miasto w Syrii, w muhafazie Latakia. W 2004 roku liczyło 2540 mieszkańców.